# Myxobolus goreensis
Myxobolus goreensis is een microscopische parasiet uit de familie Myxobolidae. Myxobolus goreensis werd in 1997 beschreven door Fall, Kpatcha, Diebakate, Faye & Toguebaye. 